# Michael ab Isselt
Michael ab Isselt, né au XVIe siècle à Dokkum et mort à Hambourg le 17 octobre 1597, est un historien hollandais.

## Biographie
Né au XVIe siècle à Dokkum, dans la Frise, il annonça dès son enfance d’heureuses dispositions pour les lettres. Il fit ses premières études à Amersfoort, circonstance d’après laquelle Valerius Andreas a présumé qu’il était originaire de cette ville, et il alla étudier à l’université de Louvain, reçut les ordres sacrés, et, de retour dans sa patrie, combattit les opinions de Luther par de fréquentes prédications. Les succès des réformateurs l’obligèrent à se retirer à Cologne, et ensuite à Hambourg, où il partagea son temps entre les devoirs du ministère et la rédaction d’ouvrages dans lesquels la révolution des Pays-Bas est présentée sous un jour peu favorable. Isselt mourut dans un couvent près de cette ville, le 17 octobre 1597, dans un âge peu avancé.

## Œuvres
- Historiæ belli Coloniensis libri IV, Cologne, 1584, in-8° ; avec des additions, ibid., 1586, in-8°. Arnold Meshov en a donné, en 1620, une troisième édition plus ample que les deux premières ; mais il a retranché la préface d’Isselt, qui mérite d’être lue. Ce livre, dit Lenglet Du Fresnoy, est curieux et peu commun. C’est l’histoire de Gerhard Truchsess de Waldbourg, archevêque de Cologne, qui changea de religion, et eut pour successeur le prince Ernest de Bavière. L’Histoire de la guerre de Cologne a été traduite en français par Joseph de Cantarel, Paris, 1688, in-12.
- Historia rerum memorabilium in Belgio sub Philippo II, Hisp. rege, ab anno 1566 usque ad ann. 1585, ibid., in-8°. Cet ouvrage fait suite à l’Histoire universelle de Laurentius Surius, et s’arrête à la prise d’Anvers par les gueux.
- Mercurius gallo-belgicus, seu Historia rerum memorabilium ab anno 1586 usque ad ann. 1594, Francfort, 1596, in-8°. Isselt publia ces annales sous le nom de M. Jansonius Doccomensis ; elles ont été continuées par Gaspar Ens et Jean-Philippe Abelin.
- Il a traduit de l’espagnol en latin plusieurs opuscules ascétiques du père Louis de Grenade, et de l’italien, les Sermons de Cornelio Musso, évêque de Bitonto, qu’il a fait précéder d’une Vie de cet illustre prélat.